# William Henry Playfair

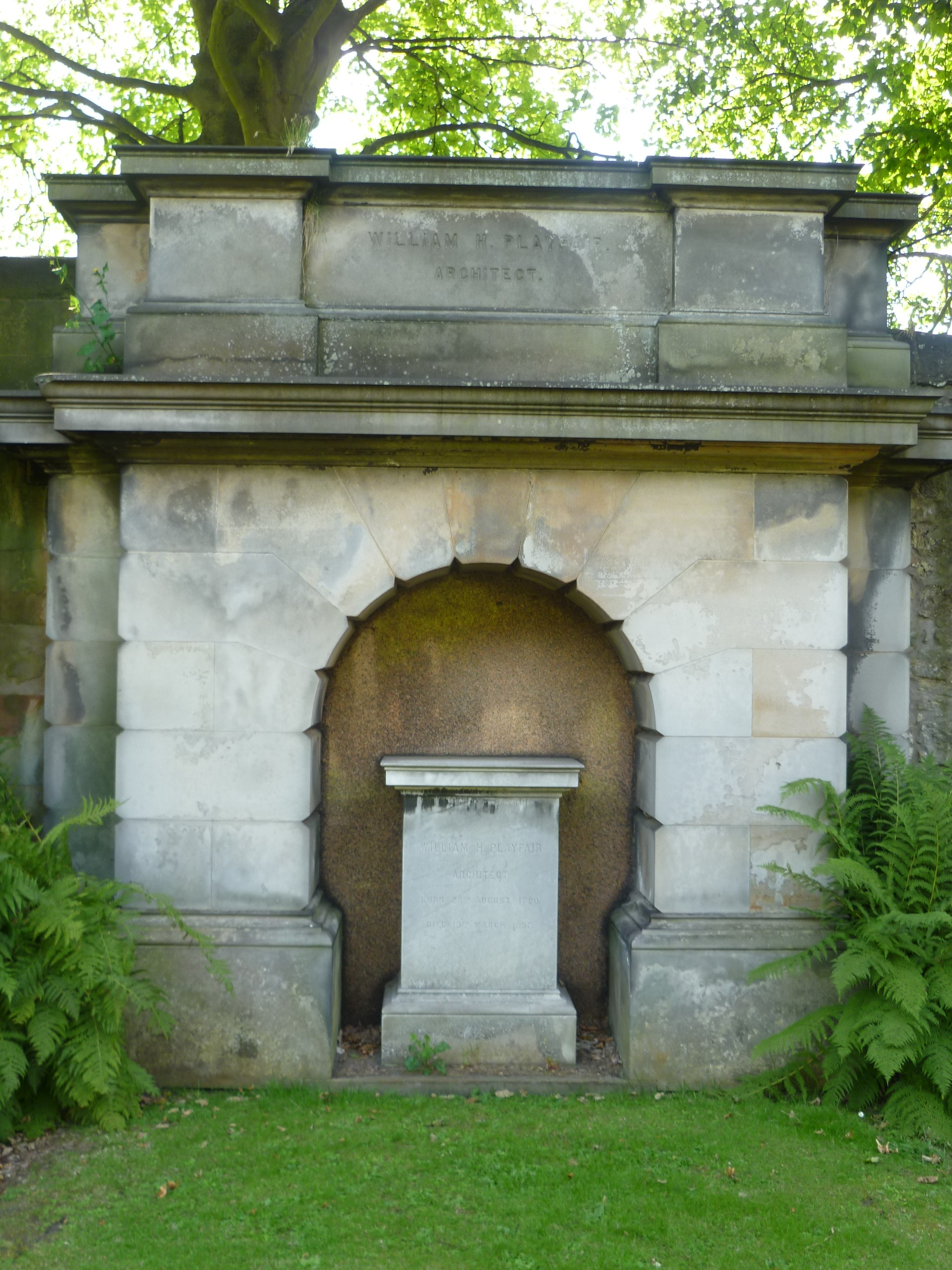
Playfairs Grab in Edinburgh

William Henry Playfair (* 15. Juli 1790 in London; † 19. März 1857 in Edinburgh) war ein bedeutender schottischer Architekt des 19. Jahrhunderts.

## Leben und Wirken
Playfair kam 1790 als Sohn des Architekten James Playfair (1755–1794) in London zur Welt, zog jedoch bereits in jungen Jahren nach Edinburgh um. Dort wurde er ein angesehener Architekt, der das Stadtbild mit seinen klassizistischen Bauten maßgeblich prägte. Zu seinen bekanntesten Werken zählen die Gebäude der Scottish National Gallery und der Royal Scottish Academy, die beide im Zentrum von Edinburgh angesiedelt sind. Das von ihm entworfene National Monument on Calton Hill, das an die Gefallenen der Napoleonischen Kriege erinnern sollte und dem Parthenon in Athen nachempfunden ist, konnte Playfair mangels Geldern nicht beenden. 1824 wurde er zum Mitglied der Royal Society of Edinburgh gewählt.
Sein Grab befindet sich auf dem Dean Cemetery in Edinburgh. Der Geologe und Mathematiker John Playfair (1748–1819) war sein Onkel.